# Leanan sídhe
In der keltischen Mythologie ist die irische leanan sídhe (lʲan̴̪-an ˈʃiːə – weitere Schreibweisen in Schottisch-Gälisch sind: liannan shìth, Lianhan Sidhe oder Leanhaun Shee) eine schöne Frau des Aos Sí (Feenvolks), die einen Menschen als Geliebten hat. Die Geliebten der leanan sídhe leben nur kurz, führen aber ein Leben voller Inspiration und Kreativität.

## Mythologie
Die leanan sídhe wird im Allgemeinen als Muse dargestellt, die einem Künstler im Tausch gegen Ruhm und Anerkennung Inspiration schenkt. Dieser Tausch endet oft mit der Geisteskrankheit des Künstlers und einem frühen Tod. In den Märchensammlung von William Butler Yeats wird das Vampirhafte der Fee besonders hervorgehoben. Ähnlich gestaltet es sich bei der Lhiannan Shee, die auf der Isle of Man bekannt ist.
Diese Fabelwesen bemühen sich um die Liebe von Sterblichen; wenn die Sterblichen die Liebe der Feen ablehnen, müssen diese Feen fortan dem Sterblichen dienen; erwidern die Sterblichen die Liebe, können sie nur die eine Leanan sídhe gegen eine andere tauschen. Die Feen brauchen das Leben ihrer Liebhaber auf und lassen sie auch nach dem Tod nicht entkommen.

## Etymologie
Die Bezeichnung stammt vom Gälischen leannan („Schätzchen, Konkubine, Allerliebste“) und von Síde (in etwa „von den Feenhügeln“ oder auch „von den Feen“).